# Mistrzostwa Świata Juniorek w Hokeju na Lodzie 2022 (I Dywizja)
Mistrzostwa Świata Juniorek w Hokeju na Lodzie I Dywizji 2022 rozegrane zostały w dniach 3–8 kwietnia (Grupa A) i 6–11 września (Grupa B).
Do mistrzostw I Dywizji przystąpiło 11 zespołów, które zostały podzielone na dwie grupy (jedną pięciozespołową, oraz drugą sześcioosobową). Dywizja I, Grupa A swoje mecze rozgrywała w Győr na Węgrzech, natomiast Dywizja I, Grupa B w Radenthein w Austrii. Reprezentacje rywalizowały systemem każdy z każdym.
Hale, w których zorganizowano zawody:
- Nemak Ice Hall w Győr – Grupa A,
- Nockhalle w Radenthein – Grupa B.

## Grupa A
Do mistrzostw świata elity w 2023 z Dywizji I, Grupy A awansowała najlepsza reprezentacja.
Wyniki
| 3 kwietnia 2022 | Japonia | 3:0 | Francja | Nemak Ice Hall, Győr |

| Szczegóły      | Szczegóły                                                      | Szczegóły       | Szczegóły  | Szczegóły                                                                                     |
| -------------- | -------------------------------------------------------------- | --------------- | ---------- | --------------------------------------------------------------------------------------------- |
| Godzina: 13:00 | R. Sato (PP) 13:38 R. Noro (EQ) 17:57 H. Shimomukai (EQ) 38:29 | (2:0, 1:0, 0:0) |            | Widzów: 56 Sędzia główny: Elise Harbitz-Rasmussen Sędziowie liniowi: Anja Klemm Britt Kosters |
| Godzina: 13:00 | 12 min. kar                                                    |                 | 8 min. kar | Widzów: 56 Sędzia główny: Elise Harbitz-Rasmussen Sędziowie liniowi: Anja Klemm Britt Kosters |

| 3 kwietnia 2022 | Norwegia | 1:7 | Węgry | Nemak Ice Hall, Győr |

| Szczegóły      | Szczegóły            | Szczegóły       | Szczegóły | Szczegóły                                                                                  |
| -------------- | -------------------- | --------------- | --- | ------------------------------------------------------------------------------------------ |
| Godzina: 16:30 | S. V. Ask (SH) 48:16 | (0:3, 0:2, 1:2) | 08:15 (SH) R. Metzler 13:10 (EQ) G. Milibak 14:20 (EQ) R. Metzler 23:44 (PP) T. Gondos 33:29 (EQ) R. Metzler 51:14 (PP) R. Metzler 55:53 (EQ) B. Bahiczki-Toth | Widzów: 187 Sędzia główny: Sydney Harris Sędziowie liniowi: Caroline Butt Kristyna Hajkova |
| Godzina: 16:30 | 21 min. kar          |                 | 10 min. kar | Widzów: 187 Sędzia główny: Sydney Harris Sędziowie liniowi: Caroline Butt Kristyna Hajkova |

| 4 kwietnia 2022 | Włochy | 3:2 pk. | Norwegia | Nemak Ice Hall, Győr |

| Szczegóły      | Szczegóły                                                              | Szczegóły                 | Szczegóły                                           | Szczegóły                                                                                           |
| -------------- | ---------------------------------------------------------------------- | ------------------------- | --------------------------------------------------- | --------------------------------------------------------------------------------------------------- |
| Godzina: 16:30 | M. Fantin (PP2) 10:27 A. Muraro (PP) 11:50 M. Heidenberger (GWG) 65:00 | (2:0, 0:1, 0:1, 0:0, 1:0) | 37:37 (PP) S. Svendsen 53:00 (EQ) G. B. Kristiansen | Widzów: 72 Sędzia główny: Katalin Majzik-Gernyi Sędziowie liniowi: Alexia Cheyroux Adrienn Paulheim |
| Godzina: 16:30 | 18 min. kar                                                            |                           | 20 min. kar                                         | Widzów: 72 Sędzia główny: Katalin Majzik-Gernyi Sędziowie liniowi: Alexia Cheyroux Adrienn Paulheim |

| 5 kwietnia 2022 | Włochy | 0:3 | Japonia | Nemak Ice Hall, Győr |

| Szczegóły      | Szczegóły   | Szczegóły       | Szczegóły                                                       | Szczegóły                                                                                        |
| -------------- | ----------- | --------------- | --------------------------------------------------------------- | ------------------------------------------------------------------------------------------------ |
| Godzina: 13:00 |             | (0:0, 0:1, 0:2) | 22:59 (EQ) H. Shimomukai 43:56 (EQ) M. Kamada 53:25 (EQ) M. Ito | Widzów: 23 Sędzia główny: Elise Harbitz-Rasmussen Sędziowie liniowi: Caroline Butt Britt Kosters |
| Godzina: 13:00 | 10 min. kar |                 | 4 min. kar                                                      | Widzów: 23 Sędzia główny: Elise Harbitz-Rasmussen Sędziowie liniowi: Caroline Butt Britt Kosters |

| 5 kwietnia 2022 | Węgry | 2:3 | Francja | Nemak Ice Hall, Győr |

| Szczegóły      | Szczegóły                                         | Szczegóły       | Szczegóły                                                             | Szczegóły                                                                               |
| -------------- | ------------------------------------------------- | --------------- | --------------------------------------------------------------------- | --------------------------------------------------------------------------------------- |
| Godzina: 16:30 | R. Metzler (EQ) 49:08 B. Bahiczki-Toth (EQ) 50:41 | (0:1, 0:2, 2:0) | 14:28 (PP) J. Barbirati 27:10 (EQ) C. Gentien 31:57 (EQ) J. Barbirati | Widzów: 156 Sędzia główny: Sydney Harris Sędziowie liniowi: Kristyna Hajkova Anja Klemm |
| Godzina: 16:30 | 2 min. kar                                        |                 | 10 min. kar                                                           | Widzów: 156 Sędzia główny: Sydney Harris Sędziowie liniowi: Kristyna Hajkova Anja Klemm |

| 6 kwietnia 2022 | Norwegia | 0:13 | Japonia | Nemak Ice Hall, Győr |

| Szczegóły      | Szczegóły  | Szczegóły       | Szczegóły | Szczegóły                                                                                           |
| -------------- | ---------- | --------------- | --- | --------------------------------------------------------------------------------------------------- |
| Godzina: 16:30 |            | (0:3, 0:7, 0:3) | 08:35 (EQ) M. Kamada 10:19 (EQ) M. Ito 14:15 (PP) R. Noro 21:52 (EQ) R. Noro 23:31 (EQ) N. Murakami 27:19 (EQ) H. Shimomukai 28:50 (EQ) R. Matsumoto 32:04 (EQ) R. Noro 35:40 (EQ) Y. Chujo 39:38 (PP) M. Ito 46:11 (EQ) M. Kamada 49:16 (EQ) S. Kishibe 53:55 (EQ) R. Sato | Widzów: 58 Sędzia główny: Katalin Majzik-Gernyi Sędziowie liniowi: Alexia Cheyroux Adrienn Paulheim |
| Godzina: 16:30 | 8 min. kar |                 | 0 min. kar | Widzów: 58 Sędzia główny: Katalin Majzik-Gernyi Sędziowie liniowi: Alexia Cheyroux Adrienn Paulheim |

| 7 kwietnia 2022 | Francja | 3:2 | Norwegia | Nemak Ice Hall, Győr |

| Szczegóły      | Szczegóły                                                             | Szczegóły       | Szczegóły                                 | Szczegóły                                                                                  |
| -------------- | --------------------------------------------------------------------- | --------------- | ----------------------------------------- | ------------------------------------------------------------------------------------------ |
| Godzina: 13:00 | C. Gentien (EQ) 08:17 J. Barbirati (EQ) 17:47 M. le Scodan (EQ) 19:23 | (3:1, 0:0, 0:1) | 07:34 (EQ) K. Braten 50:32 (EQ) K. Braten | Widzów: 113 Sędzia główny: Sydney Harris Sędziowie liniowi: Britt Kosters Adrienn Paulheim |
| Godzina: 13:00 | 14 min. kar                                                           |                 | 24 min. kar                               | Widzów: 113 Sędzia główny: Sydney Harris Sędziowie liniowi: Britt Kosters Adrienn Paulheim |

| 7 kwietnia 2022 | Węgry | 1:2 pk. | Włochy | Nemak Ice Hall, Győr |

| Szczegóły      | Szczegóły           | Szczegóły                 | Szczegóły                                      | Szczegóły                                                                                            |
| -------------- | ------------------- | ------------------------- | ---------------------------------------------- | --- |
| Godzina: 16:30 | B. Koncz (EQ) 51:03 | (0:0, 0:1, 1:0, 0:0, 0:1) | 23:28 (PP) S. Rohregger 65:00 (GWG) E. Rindone | Widzów: 133 Sędzia główny: Elise Harbitz-Rasmussen Sędziowie liniowi: Caroline Butt Kristyna Hajkova |
| Godzina: 16:30 | 14 min. kar         |                           | 6 min. kar                                     | Widzów: 133 Sędzia główny: Elise Harbitz-Rasmussen Sędziowie liniowi: Caroline Butt Kristyna Hajkova |

| 8 kwietnia 2022 | Francja | 3:2 pd. | Włochy | Nemak Ice Hall, Győr |

| Szczegóły      | Szczegóły                                                                | Szczegóły            | Szczegóły                                    | Szczegóły                                                                                      |
| -------------- | ------------------------------------------------------------------------ | -------------------- | -------------------------------------------- | ---------------------------------------------------------------------------------------------- |
| Godzina: 13:00 | J. Barbirati (PP2) 30:09 M. le Scodan (EQ) 45:08 J. Barbirati (EQ) 60:15 | (0:0, 1:2, 1:0, 1:0) | 21:09 (EQ) E. Innocenti 28:29 (SH) M. Fantin | Widzów: 39 Sędzia główny: Katalin Majzik-Gernyi Sędziowie liniowi: Anja Klemm Adrienn Paulheim |
| Godzina: 13:00 | 4 min. kar                                                               |                      | 14 min. kar                                  | Widzów: 39 Sędzia główny: Katalin Majzik-Gernyi Sędziowie liniowi: Anja Klemm Adrienn Paulheim |

| 8 kwietnia 2022 | Japonia | 7:0 | Węgry | Nemak Ice Hall, Győr |

| Szczegóły      | Szczegóły | Szczegóły       | Szczegóły  | Szczegóły                                                                                    |
| -------------- | --- | --------------- | ---------- | -------------------------------------------------------------------------------------------- |
| Godzina: 16:30 | S. Kishibe (PP) 11:09 R. Noro (EQ) 12:59 H. Shimomukai (EQ) 16:53 M. Kamada (PP) 17:38 R. Sato (EQ) 22:52 R. Sato (PP) 37:35 H. Shimomukai (EQ) 56:09 | (4:0, 2:0, 1:0) |            | Widzów: 256 Sędzia główny: Sydney Harris Sędziowie liniowi: Alexia Cheyroux Kristyna Hajkova |
| Godzina: 16:30 | 10 min. kar |                 | 8 min. kar | Widzów: 256 Sędzia główny: Sydney Harris Sędziowie liniowi: Alexia Cheyroux Kristyna Hajkova |

Tabela
| Lp. | Zespół   | M | Pkt | Z | Zd | Pd | P | G+ | G− | +/− |
| --- | -------- | - | --- | - | -- | -- | - | -- | -- | --- |
| 1   | Japonia  | 4 | 12  | 4 | 0  | 0  | 0 | 26 | 0  | +26 |
| 2   | Francja  | 4 | 8   | 2 | 1  | 0  | 1 | 9  | 9  | 0   |
| 3   | Włochy   | 4 | 5   | 0 | 2  | 1  | 1 | 7  | 9  | −2  |
| 4   | Węgry    | 4 | 4   | 1 | 0  | 1  | 2 | 10 | 13 | −3  |
| 5   | Norwegia | 4 | 1   | 0 | 0  | 1  | 3 | 5  | 26 | −21 |

    = awans do elity     = utrzymanie w Dywizji I, Grupie A
Statystyki indywidualne
- Klasyfikacja strzelców:  Regina Metzler: 5 goli[2]
- Klasyfikacja asystentów:  Hina Shimomukai: 8 asyst[3]
- Klasyfikacja kanadyjska:  Hina Shimomukai: 13 punktów[4]
- Klasyfikacja kanadyjska obrońców:  Kohane Sato 5 punktów[5]
- Klasyfikacja +/−:  Minami Kamada
 Hina Shimomukai: +12[6]
- Klasyfikacja skuteczności interwencji bramkarzy:  Ririna Takenaka: 100,00%[7]
- Klasyfikacja średniej goli straconych na mecz bramkarzy:  Ririna Takenaka: 0,00
- Klasyfikacja minut kar:  Ava Malthe: 16 minut[8]

Nagrody indywidualne
Dyrektoriat turnieju wybrał trójkę najlepszych zawodników, po jednym na każdej pozycji:
- Bramkarz:  Ilaria Girardi
- Obrońca:  Kohane Sato
- Napastnik:  Hina Shimomukai

## Grupa B
Do mistrzostw świata Dywizji I, Grupy A w 2023 z Dywizji I, Grupy B awansowała najlepsza reprezentacja.
Wyniki
| 6 września 2022 | Dania | 4:0 | Chińskie Tajpej | Nockhalle, Radenthein |

| Szczegóły      | Szczegóły | Szczegóły       | Szczegóły | Szczegóły |
| -------------- | --------- | --------------- | --------- | --------- |
| Godzina: 15:00 |           | (0:0, 0:0, 4:0) |           |           |

| 6 września 2022 | Austria | 2:3 pd. | Korea Południowa | Nockhalle, Radenthein |

| Szczegóły      | Szczegóły | Szczegóły            | Szczegóły | Szczegóły |
| -------------- | --------- | -------------------- | --------- | --------- |
| Godzina: 19:00 |           | (1:1, 0:0, 1:1, 0:1) |           |           |

| 7 września 2022 | Chińskie Tajpej | 4:1 | Korea Południowa | Nockhalle, Radenthein |

| Szczegóły      | Szczegóły | Szczegóły       | Szczegóły | Szczegóły |
| -------------- | --------- | --------------- | --------- | --------- |
| Godzina: 15:00 |           | (1:1, 2:0, 1:0) |           |           |

| 7 września 2022 | Polska | 0:4 | Austria | Nockhalle, Radenthein |

| Szczegóły      | Szczegóły | Szczegóły       | Szczegóły | Szczegóły |
| -------------- | --------- | --------------- | --------- | --------- |
| Godzina: 19:00 |           | (0:2, 0:0, 0:2) |           |           |

| 8 września 2022 | Polska | 2:1 | Dania | Nockhalle, Radenthein |

| Szczegóły      | Szczegóły | Szczegóły       | Szczegóły | Szczegóły |
| -------------- | --------- | --------------- | --------- | --------- |
| Godzina: 17:00 |           | (0:0, 2:1, 0:0) |           |           |

| 9 września 2022 | Korea Południowa | 3:1 | Dania | Nockhalle, Radenthein |

| Szczegóły      | Szczegóły | Szczegóły       | Szczegóły | Szczegóły |
| -------------- | --------- | --------------- | --------- | --------- |
| Godzina: 15:00 |           | (1:0, 2:0, 0:1) |           |           |

| 9 września 2022 | Austria | 10:1 | Chińskie Tajpej | Nockhalle, Radenthein |

| Szczegóły      | Szczegóły | Szczegóły       | Szczegóły | Szczegóły |
| -------------- | --------- | --------------- | --------- | --------- |
| Godzina: 19:00 |           | (3:1, 1:0, 6:0) |           |           |

| 10 września 2022 | Chińskie Tajpej | 2:1 pd. | Polska | Nockhalle, Radenthein |

| Szczegóły      | Szczegóły | Szczegóły            | Szczegóły | Szczegóły |
| -------------- | --------- | -------------------- | --------- | --------- |
| Godzina: 16:00 |           | (1:0, 0:1, 0:0, 1:0) |           |           |

| 11 września 2022 | Korea Południowa | 1:2 | Polska | Nockhalle, Radenthein |

| Szczegóły      | Szczegóły | Szczegóły       | Szczegóły | Szczegóły |
| -------------- | --------- | --------------- | --------- | --------- |
| Godzina: 14:00 |           | (0:1, 0:1, 1:0) |           |           |

| 11 września 2022 | Dania | 1:2 | Austria | Nockhalle, Radenthein |

| Szczegóły      | Szczegóły | Szczegóły       | Szczegóły | Szczegóły |
| -------------- | --------- | --------------- | --------- | --------- |
| Godzina: 18:00 |           | (0:0, 1:1, 0:1) |           |           |

Tabela
| Lp. | Zespół           | M | Pkt | Z | Zd | Pd | P | G+ | G− | +/− |
| --- | ---------------- | - | --- | - | -- | -- | - | -- | -- | --- |
| 1   | Austria          | 4 | 10  | 3 | 0  | 1  | 0 | 18 | 5  | +13 |
| 2   | Polska           | 4 | 7   | 2 | 0  | 1  | 1 | 5  | 8  | −3  |
| 3   | Chińskie Tajpej  | 4 | 5   | 1 | 1  | 0  | 2 | 7  | 16 | −9  |
| 4   | Korea Południowa | 4 | 5   | 1 | 1  | 0  | 2 | 8  | 9  | −1  |
| 5   | Dania            | 4 | 3   | 1 | 0  | 0  | 3 | 7  | 7  | 0   |
| 6   | Chiny            | 0 | 0   | 0 | 0  | 0  | 0 | 0  | 0  | 0   |

    = awans do Dywizji I, Grupy A     = utrzymanie w Dywizji I, Grupie B     = wycofany z turnieju